# Wybrzeże Królowej Marii

Wybrzeże Królowej Marii i przylegający sektor Australijskiego Terytorium Antarktycznego

Wybrzeże Królowej Marii (ang. Queen Mary Coast) – część wybrzeża Antarktydy Wschodniej między Ziemią Wilhelma II i Ziemią Wilkesa.
Leży pomiędzy Przylądkiem Filchnera (91°54′E), który oddziela je od Wybrzeża Wilhelma II, a przylądkiem Cape Hordern (100°30′E), za którym rozciąga się Wybrzeże Knoxa. Wybrzeże zostało odkryte w 1912 przez członków wyprawy Australasian Antarctic Expedition (AAE) pod dowództwem Douglasa Mawsona i nazwane na cześć Marii, królowej brytyjskiej. Znajduje się na nim duża rosyjska stacja Mirnyj. Rosjanie nazywają pas wybrzeża Antarktydy od 88°E do 100°E Wybrzeżem Prawdy; pokrywa się on z Wybrzeżem Królowej Marii i Wybrzeżem Wilhelma II.